# Neperigea continens
Neperigea continens är en fjärilsart som beskrevs av H. Edwards 1884. Neperigea continens ingår i släktet Neperigea och familjen nattflyn. Inga underarter finns listade i Catalogue of Life.